# Frank Habineza
Frank Habineza, né le 22 février 1977 à Mityana en Ouganda, est un homme politique rwandais. Il est le cofondateur, premier président, et président actuel du Parti vert démocratique,.

## Biographie
Il fait ses études à l'université nationale du Rwanda, à Butare.
Il fonde le Parti vert démocratique en août 2009 pour constituer une opposition démocratique et écologiste au Front patriotique rwandais, le parti au pouvoir. La plupart des membres fondateurs du Parti vert sont des dissidents qui ont quitté le FPR.
En mars 2010, Habineza est l'un des « invités d’honneur de l’université africaine des Verts » à Rabat, dans le cadre d'une coordination des partis et des mouvements écologistes africains. Le mois suivant, il est nommé président du Comité exécutif de la Fédération des Verts africains.
Le Parti vert n'ayant pas été officiellement reconnu par les autorités rwandaises, il ne peut pas prendre part à l'élection présidentielle d'août 2010. Il lui est également impossible d'obtenir l'autorisation nécessaire pour ses réunions, et en octobre 2009 l'une de ses réunions est dispersée par la police. Plusieurs de ses membres sont menacés, et incités à abandonner leurs activités politiques ; certains l'ont fait. Le 4 février 2010, Habineza lui-même fut abordé dans un restaurant à Kigali par un inconnu, qui lui demanda pourquoi les Verts avaient rejeté le FPR, et l'avertit : « Nous te surveillons de très près. Fais attention ». En juin, le gouvernement l'accusa d'escroquerie - accusation relayée par la presse explicitement pro-Kagame, telle le New Times. Le journal Focus Media publia un article le ridiculisant et suggérant qu'il était motivé uniquement par la soif du pouvoir. En juillet 2010, le vice-président du parti, André Kagwa Rwisereka, fut retrouvé décapité. Habineza demanda une enquête internationale indépendante,. Personne n'est arrêté pour ce crime.
En 2013, le Parti vert est enfin formellement autorisé et reconnu par les autorités - trop tard pour pouvoir participer aux élections législatives cette année-là. En mars 2017, le parti investit Frank Habineza comme candidat à l'élection présidentielle du mois d'août. En juillet, sa candidature est approuvée par la commission électorale. C'est la première fois de l'histoire du pays qu'un parti d'opposition est autorisé à participer à une élection présidentielle. Il recueille 0,48 % des voix.
Lors des élections législatives de 2018, le Parti vert obtient deux sièges à la Chambre des députés, dont un pour Frank Habineza. C'est la première fois, sous l'ère Kagame, qu'un parti d'opposition est représenté au Parlement.
En mai 2024, Habineza dépose sa candidature pour l'élection présidentielle de juillet 2024 et finit deuxième derrière Paul Kagame avec 0,5 % des voix.